# Adenomus kandianus
Adenomus kandianus es una especie de anfibio de la familia Bufonidae.
Es endémica del centro de Sri Lanka.
Se creyó extinta pues no se volvió a ver ningún ejemplar desde 1876, pero en 2009 se volvió a encontrar en el área protegida del Pico Wilderness.
Está amenazada de extinción por la destrucción de su hábitat natural.